# 梅尔维尔·富勒
梅尔维尔·韋斯頓·富勒（Melville Weston Fuller，1833年2月11日—1910年7月4日），生於美国缅因州奥古斯塔，是一位政治家、律师和法官。於1888年至1910年任美国最高法院首席大法官。
他出生在缅因州的奥古斯塔，毕业于鲍登学院后，在芝加哥创立了一家律师事务所。在内战期间，他曾在伊利诺伊州众议院担任过一个任期。之后富勒成为芝加哥一位著名的律师，并且是几个民主党全国代表大会的代表。
他拒绝了格罗弗·克利夫兰总统的几项任命，随后接受提名，接替莫里森·韦特担任首席大法官，尽管有人反对提名，富勒在1888年获得了参议院的批准。1893年，他拒绝了克利夫兰担任国务卿的邀请。他一直担任首席大法官，直到1910年去世。

## 早年
富勒出生在缅因州的奥古斯塔，他的外祖父Nathan Weston和祖父Henry Weld Fuller都是评委。他的父亲Frederick Augustus Fuller是一位著名的律师。他出生后不久，父母就离婚了。他在哈佛大学读了一年的大学，并于1853年从鲍登学院毕业。然后，他在哈佛大学法学院待了六个月，1855年离开。
1893年，富勒拒绝了当选总统格罗弗·克利夫兰担任国务卿的邀请。
1899年，他在巴黎的仲裁委员会工作，解决英国与委内瑞拉之间的边界争端。

## 首席大法官
1888年4月30日，格罗弗·克利夫兰总统在莫里森·韦特去世后提名他担任首席大法官。
富勒的提名在参议院受到冷遇。内战期间，他避免服兵役，在伊利诺伊州众议院任职期间，他曾试图阻止理查德·耶茨州长提出的战时立法。于是，共和党人发起了一场针对富勒的诽谤运动，把他描绘成一个反战争的民主党人，并发表了一篇文章，声称“1863年伊利诺伊州立法机关的记录是黑人，而富勒先生的行为是不值得的、不爱国的”。然而，他最终在1888年7月20日被美国参议院以41票对20票的结果确认，9名共和党人与民主党人共同投票确认了他的身份。他在同一天收到了他的委托。直到1888年10月8日才宣誓就职。

在1891年的Caldwell v. Texas案(137 U.S. 692 (1891))中，富勒提出了“法律面前人人平等”(Equal justice under law)，他在判决中这样陈述：
By the Fourteenth Amendment the powers of the States in dealing with crime within their borders are not limited, but no State can deprive particular persons or classes of persons of equal and impartial justice under the law.
這句話的譯文為：
依據《美國憲法第十四修正案》，美國各州處理其州內罪案的權力並不受到限制，但各州不得剝奪特定人士（或某些階層的人士）接受平等及公正審訊的權利。

## 其他
据说富勒长得很像马克·吐温。有一次，这位幽默作家在街上一位路人被拦住，要首席大法官给他签名，于是马克·吐温写道
It is delicious to be full, but it is heavenly to be Fuller. I am cordially yours, Melville W. Fuller.